# Robert Hosp
Robert Hosp (13 december 1939 - 5 oktober 2021) was een Zwitserse voetballer die speelde als aanvaller.

## Carrière
Hosp maakte zijn debuut voor Concordia Basel, tijdens deze periode nam hij met een selectie van Basel deel aan het Europese voetbal. Na zijn periode bij Concordia Basel, ging hij aan de slag bij Lausanne-Sport, met deze club werd hij kampioen in 1965 en won de beker in 1962 en 1964. Hij eindigde zij carrière bij CS Chênois.
Hij speelde 16 interlands voor Zwitserland waarin hij twee keer kon scoren. Hij nam met zijn land deel aan het WK 1966 in Engeland.
Hosp overleed op 5 oktober 2021 op 81-jarige leeftijd.

## Erelijst
- Lausanne-Sport
  - Super League: 1965
  - Zwitserse voetbalbeker: 1962, 1964